# George Laughton
George Laughton (ur. 21 kwietnia 1985 w Chertsey) – brytyjski wioślarz.

## Osiągnięcia
- Mistrzostwa Świata U-23 – Amsterdam 2005 – ósemka – 10. miejsce[1].
- Mistrzostwa Świata U-23 – Hazewinkel 2006 – czwórka podwójna – 15. miejsce[1].
- Mistrzostwa Świata U-23 – Glasgow 2007 – czwórka ze sternikiem – 3. miejsce[1].
- Mistrzostwa Europy – Ateny 2008 – czwórka bez sternika – 7. miejsce[1].